# Francis de Laporte de Castelnau
Francis de Laporte de Castelnau (egentligen François Louis Nompar de Caumont La Force de Castelnau), född 24 december 1802 i London, England, död 4 februari 1880 i Melbourne, Australien, var en fransk naturforskare och forskningsresande.
Castelnau företog flera expeditioner såväl till kanadensiska sjöarna som i USA och Mexiko, samt reste 1843-47 tillsammans med några andra naturforskare i ekvatoriala Sydamerika från Rio de Janeiro tvärsöver kontinenten samt tillbaka utför Amazonfloden.
Den vanliga auktorsförkortningen Castelnau används för att ange honom när han citerar ett botaniskt namn och andra zoologiska namn än insekter. Laporte används vanligtvis när man citerar ett insektsnamn, eller Laporte de Castelnau.

## Biografi
Castelnau studerade naturhistoria i Paris. Från 1837 till 1841 reste han i USA, Texas och Kanada. Han besökte mellersta Florida från november 1837 till mars 1838 och publicerade "Essai sur la Floride du Milieu" 1843. I Kanada studerade han faunan i de kanadensiska sjöarna och flodsystemen i Övre och Nedre Kanada (ungefär motsvarande de moderna provinserna Ontario och Quebec) och i USA.

## Karriär och vetenskapligt arbete
Castelnau, en fransk savant, skickades 1843 av Louis Philippe, med två botaniker och en taxidermist, på en expedition för att korsa Sydamerika från Rio de Janeiro till Lima, efter vattendelaren mellan Amazonas och La Plata flodsystem, och därifrån till Pará. Han var borta i fem år, och expeditionen varade till 1847. Under expeditionen samlade han också ordlistor över olika inhemska sydamerikanska språk, inklusive bororoiska språk och Guachi.
Åren 1856-57 besökte han Godahoppsudden, reste så långt österut som Algoa Bay och skrev därefter en avhandling om sydafrikansk fisk (1861). Han tjänstgjorde också som fransk konsul i Bahia 1848, i Siam någon gång mellan 1856 och 1858 och i Melbourne, Australien från 1864 till 1877.

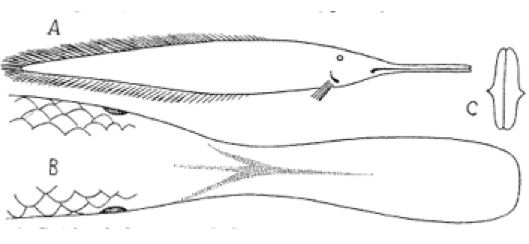
Teckningen av bluffen "fisk" Ompax spatuloides av Karl Theodor Staiger, skickad till Castelnau 1879, som fortsatte med att ge "arten" en vetenskaplig beskrivning

Utan egen förskyllan är Castelnaus namn knutet till en australisk bluff. "Ompax spatuloides", en förmodad ganoidfisk som sägs ha upptäckts 1872 och namngavs av Castelnau, var ett skämt som ursprungligen riktades mot Karl Staiger, chef för Brisbane Museum. Staiger vidarebefordrade en skiss och beskrivning av den påhittade fisken till Castelnau, som vederbörligen beskrev den.

## Utmärkelser och hedersbetygelser
Castelnau hedras bland annat i de vetenskapliga namnen på:
- en art av Australisk gecko, Oedura castelnaui,[14]
- en art av markbagge, Megacephala castelnaui,
- en art av scarabbagge, Hybosorus laportei,
- en bladlusCinara laportei,
- spotback skate, Atlantoraja castelnaui
- växtsläktet Laportea.